# Fokus (Luxembourg)
Pour les articles homonymes, voir Fokus.
Fokus est un parti politique luxembourgeois fondé en février 2022.
Le parti a été fondé par Frank Engel, ancien président du CSV, Marc Ruppert, ancien secrétaire général du DP, Gary Kneip, ancien membre du DP et dirigeant syndicaliste, et Luc Majerus, conseiller communal Vert d'Esch-sur-Alzette.
Fokus se définit comme étant un « parti pragmatique sans idéologie fixe, situé au centre du spectre politique »,.

## Résultats électoraux

### Élections communales
| Année | %    | Rang | Sièges |
| ----- | ---- | ---- | ------ |
| 2023  | 2,38 | 8e   | 0 / 27 |

### Élections législatives
| Année | %    | Rang | Sièges |
| ----- | ---- | ---- | ------ |
| 2023  | 2,49 | 8e   | 0 / 60 |